# Snabba cash II
A Snabba cash II (angol cím: Easy Money II-Hard to Kill)  egy 2012-ben bemutatott svéd krimi, melynek rendezője Babak Najafi , főszereplői Joel Kinnaman, Dragomir Mrsic, Fares Fares és Matias Varela. A Guldbagge Awards-on 2013-ban a film elnyerte a legjobb smink díját és Matias Varela a legjobb színésznek járó díjat. A film az Instant dohány folytatása.

## Cselekmény
|  | Alább a cselekmény részletei következnek! |

JW a börtönben jól viselkedik, tervezgeti az életét. Mrado is abban a fegyintézetben van, és a kezdeti konfrontáció közte és JW között baráti kapcsolattá alakult. JW kap egy nap kimenőt a sittről, mert nincs vele probléma odabent, és alig várja már, hogy végre elmenjen a tárgyalásra, amit olyan régen tervez. Mikor megjelenik a megbeszélt helyen és időben, csodálkozva hallja, hogy a tárgyalást már lefolytatták. Rájön, hogy a cimborája palira vette, és felkeresi, de nem tud mit csinálni, mert ráverhetnek még jó pár évet ha meggondolatlanul cselekszik. Hamarosan lejár a kimenője, de nagyon nincs kedve visszamenni a rácsok mögé. Felhivja Mrado-t, akivel kitervelnek egy bizniszt. Mrado-nak ehhez meg kell szöknie a dutyiból, de már meg van a terve, és sikerrel végre is hajtja. Találkoznak JW-vel, és nekilátnak a haditerv valóságba való átültetéséhez.
A történet másik szálán Mahmoud keveredik slamasztikába, melyet rögvest rendeznie kell. Pénzzel tartozik Radovan-nak, ezért elmegy a testvére lagzijára ahonnan elhozza az összegyűlt pénzt. De ez nem elég, Radovan azt kéri tőle, hogy őlje meg Jorge-t. Mahmoud-nak nincs ínyére a feladat, mert gyerekkori haverok Jorge-al, de nincs mit tenni, ezért elindul Jorge-hoz, aki éppen bujkál egy elcseszett drog balhé után, ahol temérdek pénz ütötte a markát.
A két szál egy ponton egybefut, és találkoznak a hajdani puszipajtások.

## Szereplők
| Színész        | Szerep  |
| -------------- | ------- |
| Joel Kinnaman  | JW      |
| Matias Varela  | Jorge   |
| Dejan Cukic    | Radovan |
| Dragomir Mrsic | Mrado   |
| Fares Fares    | Mahmoud |

## Fogadtatás
Az IMDb-n  6,2/10, 5 391 szavazat alapján. A Metacritic oldalán 57/100, ami az általában kedvelt kategóriába tartozik. A Rotten Tomatoes-on 53%-os minősítést kapott a kritikusoktól, az összesített listán 47%-ra áll.